# 北京矿务局
北京矿务局是京西煤田矿区的国有重点煤炭企业。局机关位于门头沟区新桥路南大街。局属基层单位分布在门头沟、房山、石景山、大兴、东城、海淀及河北省三河市。包括：煤矿6座，分别为门头沟煤矿（已关闭）、杨坨煤矿（已关闭）、木城涧煤矿、大台煤矿、大安山煤矿、长沟峪煤矿；多经工厂、公司17个；生产生活服务辅助单位10个。北京矿务局于2003年改为国有昊华能源公司，是京煤集团控股的上市公司。80%的一线采煤职工是农民轮换工。
京西煤田含煤面积一千余平方千米，为侏罗纪和石炭-二叠纪两个煤系,均为无烟煤。京西煤田位于祈吕系山字型构造前弧东端反射弧的内侧，其含煤层呈向斜褶皱和断层异常发育，走向和倾向倾角变化很大，走向常呈S形，倾向倾角自上而下呈现为急倾斜，甚至直立或倒转。具体表现为井田内广泛分布着纵横交错的各类褶曲破坏；断层破坏严重，常形成顶断底不断或底断顶不断现象，将煤层错成许多小块段；岩浆岩侵入使煤层变薄、分岔，使煤层结构、厚度都发生了大的变化。
北京矿务局占到全国无烟煤出口的90%。同时长期为京津供煤。现在年产量500万吨左右。

## 历史
平西煤矿公司建于1949年，为接管官僚资本主义在京西的门头沟煤矿、西山煤矿和城子煤矿。1950年改称京西矿务局。1968年改为北京矿务局。
新中国建国后，北京矿务局一直处于煤炭部重点发展、扶持的企业。京西煤田矿区地质构造复杂，煤层极不稳定，煤炭赋存呈“鸡窝”状，人多面广战线长，煤炭生产靠“人海”战术，一些矿甚至有上百个工作面，长期被煤炭部列为全国“五省一市一局”事故多发单位。北京矿务局各煤矿主要沿用适应性强的炮采陷落法、长炮孔和仓储等传统采煤方法。几十年间几代人多次探索机械化开采之路，先后试验过滑移顶梁、水力采煤、急倾斜西班牙机组、80机组和150机组高档普采等，但均未成功。2004年底，采煤机械化程度基本为零，50多年的时间里平均煤矿百万吨矿工死亡率高达5.47。
2004年6月6日12时40分，北京市京煤集团昊华能源公司大安山煤矿920水平西一后槽采区东四石门一煤巷发生巷道坍塌，截止6月10日，10名被困矿工的尸体全部被找到。北京市人民政府高度重视这起事故。在此之前，北京市已于2003年强行关闭了北京市地域内所有地方小煤矿，并下很大决心迁走了首钢。发生这次事故后，北京市政府考虑在即将主办奥运会，“人文北京、绿色北京”的背景下，要让昊华能源公司退出北京，全北京市境内停止一切煤炭开采生产。后经过煤炭行业争取，以及昊华能源公司关闭面临的10多万矿区老百姓的生计问题，北京市人民政府要求昊华能源公司全面整改，找到并落实能确保煤矿本质安全的对策，如果再出事故，没有任何理由，一定要关井。昊华能源公司研究出的最终结论：要做到煤矿事故、隐患可防可控，就必须走机械化开采的道路。投入资金 3.32亿元，用2年时间对各矿生产系统进行改造和优化。经过8年努力，全部采煤工作面普及了高档普采、综采、急倾斜综采、薄煤层综采，全部实现了正规化开采，机械化产量占总产量的76%。煤矿百万吨死亡率由2005年的1.8，减少到2012年的0.2。 
2013年4月，国家安全监管总局、国家煤矿安监局《关于印发京煤集团昊华能源公司实现复杂地质条件下机械化安全开采经验的通知 安监总煤行〔2013〕48号》，号召全行业结合实际，认真学习借鉴，进一步推动煤矿机械化改造，提高安全生产保障能力，促进煤矿安全生产形势持续稳定好转。